# Pivdenne

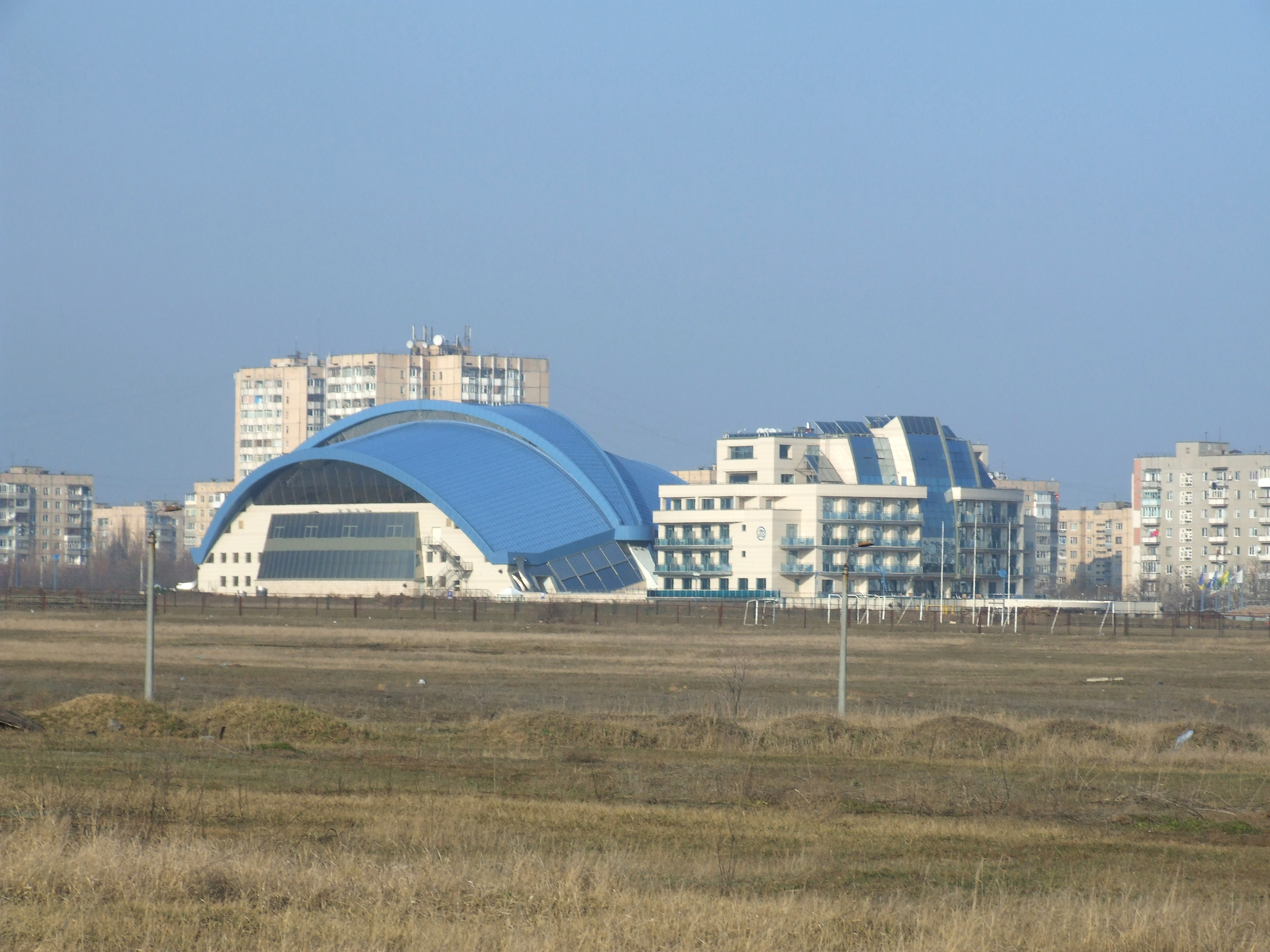
Sportcentret Olimp i Pivdenne.

Pivdenne (ukrainska: Південне, som till år 2024 hette Juzjne (ukrainska: Южне), är en stad i Odessa oblast i sydvästra Ukraina. 
Pivdenne är en av de yngsta städerna i Odessaregionen, dess historia går tillbaka till 1973. Pivdennes sjöhamn, som togs i bruk den 27 juli 1978, är den största och operationellt mest lönsamma hamnen i Ukraina. Folkmängden uppgick till 30 857 invånare i början av 2012.